# Mayetiola
Mayetiola is een geslacht van muggen uit de familie van de galmuggen (Cecidomyiidae).

## Soorten
- M. agrostidis Ertel, 1975
- M. agrostivora Meyer, 1985
- M. alopecuri Ertel, 1975
- M. ammophilae Gagne, 1975
- M. avenae (Marchal, 1895)
- M. azaleae (Felt, 1907)
- M. baudysi Ertel, 1975
- M. bifida Kieffer, 1909
- M. bimaculata (Rübsaamen, 1895)
- M. bromi (Hammerschmidt, 1834)
- M. bromicola Roberti, 1953
- M. buhri Ertel, 1975
- M. californica Felt, 1908
- M. caudata (Felt, 1915)
- M. clavata (Kieffer, 1901)
- M. culacera Stelter, 1992
- M. culmicola (Morris, 1849)
- M. dactylidis Kieffer, 1896
- M. destructor

Hessische mug (Say, 1817)
- M. festucae Ertel, 1975
- M. floridensis (Felt, 1921)
- M. graminis

Scheidingsgalmug (Fourcroy, 1785)
- M. hellwigi

Kortsteelgalmug (Rübsaamen, 1912)
- M. hierochloae (Lindemann, 1888)
- M. holci

Witbolstengelgalmug Kieffer, 1896
- M. hordei Kieffer, 1909
- M. inquilinus (Felt, 1908)
- M. joannisi Kieffer, 1896
- M. lanceolatae (Rübsaamen, 1895)
- M. moliniae (Rübsaamen, 1895)

- M. phalaris Barnes, 1927
- M. picaea (Felt, 1926)
- M. piceae Felt, 1926
- M. poae (Bosc, 1817)
- M. puccinelliae Meyer, 1984
- M. radicifica

Warrige beemdgrasgalmug (Rübsaamen, 1895)
- M. schoberi

Graszaadstengelgalmug Barnes, 1958
- M. thujae (Hedlin, 1959)
- M. tsugae (Felt, 1907)
- M. ventricola

Pijpenstrootjesgalmug (Rübsaamen, 1899)